# セルジョ・バルベーロ
セルジョ・バルベーロ（Sergio Barbero、1969年1月17日 - ）は、イタリア、サーラ・ビエッレーゼ出身の元自転車競技（ロードレース）選手。
2009年現在、クラウディオ・キアプッチと並ぶ、ジャパンカップサイクルロードレース史上最多となる3回の優勝を記録している。

## 経歴
1991年、ジロ・ドーロ 優勝。
1993年、ナヴィガーレと契約を結んでプロ転向。
1997年、ジロ・デ・イタリア初出場、総合43位。
1999年
- ジャパンカップサイクルロードレース 優勝。
- ジロ・デル・ラツィオ 優勝
- トレ・ヴァッリ・ヴァレジーネ 優勝
- ツール・ド・フランス 総合124位。

2000年
- グラン・プレミオ・インドゥストリア・エ・コッメルチオ・ディ・プラート 優勝
- ジロ・デ・イタリア 総合73位。

2001年
- ツール・ド・ロマンディに参加していた最中、大会前の4月25日に行われたドーピング検査の結果、エリスロポエチン(EPO)陽性が確認されたことから、以後半年間の出場停止処分となる[1]。

2002年
- ジャパンカップサイクルロードレース 優勝。
- ジロ・デ・イタリア 総合66位。

2003年
- ジャパンカップサイクルロードレース 優勝。
- ジロ・デ・イタリア 総合59位。

2007年、引退。